# 博托謝什蒂-帕亞鄉
44°24′N 23°16′E / 44.400°N 23.267°E
博托謝什蒂-帕亞鄉（羅馬尼亞語：Comuna Botoșești-Paia, Dolj），是羅馬尼亞的鄉份，位於該國西南部，由多爾日縣負責管轄，處於布加勒斯特以西230公里，每年平均降雨量1,015毫米，海拔高度215米，2007年人口937。